# Strażnica WOP Dobra
Strażnica WOP Dobra – podstawowy pododdział graniczny Wojsk Ochrony Pogranicza pełniący służbę ochronną na granicy polsko-niemieckiej.

## Formowanie i zmiany organizacyjne
Strażnica została sformowana w 1945 w strukturze 13 komendy odcinka Szczecin jako 64 strażnica WOP (Dobra) o stanie 56 żołnierzy. Kierownictwo strażnicy stanowili: komendant strażnicy, zastępca komendanta do spraw polityczno-wychowawczych i zastępca do spraw zwiadu. Strażnica składała się z dwóch drużyn strzeleckich, drużyny fizylierów, drużyny łączności i gospodarczej. Etat przewidywał także instruktora do tresury psów służbowych oraz instruktora sanitarnego.
W związku z reorganizacją oddziałów WOP w 1948, strażnica podporządkowana została dowódcy 42 batalionu OP. Od stycznia 1951 strażnica podlegała dowódcy 123 batalionu WOP. 
Od 15 marca 1954 wprowadzono nową numerację strażnic, a 64 strażnica I kategorii otrzymała nr 62. W 1956 rozpoczęto numerowanie strażnic na poziomie brygady. Strażnica specjalna Dobra była 14. w 12 Brygadzie Wojsk Ochrony Pogranicza. W 1964 strażnica WOP nr 8 Dobra uzyskała status strażnicy lądowej i zaliczona została do I kategorii.

## Ochrona granicy
W lipcu 1956 rozwiązano 63 strażnicę WOP Rzędziny. Zadania rozwiązanej strażnicy przejęła strażnica Stolec i Dobra.
W 1960 12 strażnica WOP Dobra I kategorii ochraniała odcinek granicy państwowej o długości 6553 m:
- Włącznie od znaku granicznego nr 811, wyłącznie do znaku gran. nr 830.

## Strażnice sąsiednie
- 63 strażnica WOP Dołuje ⇔ 65 strażnica WOP Rzędziny - 1946.

## Dowódcy strażnicy
- ppor. Dionizy Michalczyk (był w 10.1946)[c].
- Józef Tałaj (od 01.06.1952)[12]
- ppor. Michał Skutnik (do 1954)
- ppor. Longin Kaszyca (1954–1955)
- ppor./por. Józef Tałaj (15.03.1955–09.06.1962)[12][13]
- kpt. Stanisław Kaczorowski (1962)
- kpt. Henryk Odrobina (1962–1963)
- kpt. Aleksander Wasiluk (1963–1965 i dalej).